# Paragymnomerus spiricornis
Paragymnomerus spiricornis  (лат.) — род одиночных ос семейства Vespidae.

## Распространение
Палеарктика: Армения, южный Казахстан, Таджикистан.

## Описание
Гнёзда в земле. Взрослые самки охотятся на личинок насекомых для откладывания в них яиц и в которых в будущим появится личинка осы. Провизия — ложногусеницы пилильщиков.